# Заринський район
Заринський район (рос. Заринский район) — район у складі Алтайського краю Російської Федерації.
Адміністративний центр — місто Заринськ, яке не входить до складу району та утворює окремий Заринський міський округ.

## Населення
Населення — 17106 осіб (2019; 20136 в 2010, 22026 у 2002).

## Адміністративний поділ
Район адміністративно поділяється на 20 сільських поселень (сільських рад):
| Поселення                       | Площа, км² | Населення, осіб (2002) | Населення, осіб (2010) | Населення, осіб (2019) | Центр          | Населені пункти |
| ------------------------------- | ---------- | ---------------------- | ---------------------- | ---------------------- | -------------- | --------------- |
| Аламбайська сільська рада       | 880,88     | 866                    | 699                    | 449                    | Аламбай        | 1               |
| Верх-Комишенська сільська рада  | 177,26     | 766                    | 763                    | 693                    | Верх-Комишенка | 2               |
| Воскресенська сільська рада     | 103,02     | 550                    | 435                    | 366                    | Воскресенка    | 1               |
| Голухинська сільська рада       | 30,73      | 1918                   | 1823                   | 1547                   | Голуха         | 1               |
| Гоношихинська сільська рада     | 249,57     | 1504                   | 1351                   | 1105                   | Гоношиха       | 4               |
| Гришинська сільська рада        | 111,97     | 587                    | 546                    | 444                    | Гришино        | 2               |
| Жуланіхинська сільська рада     | 102,35     | 750                    | 719                    | 661                    | Жуланіха       | 1               |
| Зиряновська сільська рада       | 143,87     | 898                    | 711                    | 537                    | Зиряновка      | 3               |
| Комарська сільська рада         | 204,56     | 633                    | 631                    | 629                    | Комарське      | 1               |
| Новодрачонінська сільська рада  | 163,43     | 1335                   | 1168                   | 1023                   | Новодрачоніно  | 4               |
| Новозиряновська сільська рада   | 239,51     | 801                    | 725                    | 667                    | Новозиряново   | 3               |
| Новокопиловська сільська рада   | 186,80     | 1156                   | 1133                   | 959                    | Новокопилово   | 2               |
| Новоманошкінська сільська рада  | 347,33     | 1720                   | 1460                   | 1217                   | Новомоношкіно  | 4               |
| Смазневська сільська рада       | 64,00      | 1326                   | 1330                   | 1215                   | Смазнево       | 2               |
| Сосновська сільська рада        | 178,88     | 725                    | 574                    | 463                    | Сосновка       | 4               |
| Стародрачонінська сільська рада | 186,79     | 1289                   | 1106                   | 892                    | Стародрачоніно | 3               |
| Тягунська сільська рада         | 1465,51    | 2222                   | 2039                   | 1691                   | Тягун          | 2               |
| Хмельовська сільська рада       | 242,74     | 1339                   | 1205                   | 1026                   | Хмельовка      | 3               |
| Шпагинська сільська рада        | 9,44       | 945                    | 1023                   | 922                    | Шпагино        | 4               |
| Яновська сільська рада          | 125,39     | 696                    | 695                    | 600                    | Яново          | 3               |

- 2007 року ліквідована Смирновська сільська рада, територія увійшла до складу Новокопиловської сільради[4].

## Найбільші населені пункти
Нижче подано список населених пунктів з чисельністю населенням понад 1000 осіб:
| № | Населений пункт | Населення, осіб (2002) | Населення, осіб (2010) |
| - | --------------- | ---------------------- | ---------------------- |
| 1 | Тягун           | 2188                   | 2018                   |
| 2 | Голуха          | 1918                   | 1823                   |
| 3 | Смазнево        | 1192                   | 1221                   |
| 4 | Хмельовка       | 1183                   | 1142                   |
| 5 | Новомоношкіно   | 1110                   | 1057                   |